# Бумеранг БВП
Бумеранг је руско вишенаменско борбено возило пешадије 8×8 на универзалној платформи модуларне конструкције. Сврстава се у средњу категорију ОБВ амфибијских точкаша чија основна верзија има масу око 20 тона, док је у плану да поједине верзије овог наменског возила имају масу 25 тона. Бумеранг може да достигне максималну брзину на путу до 105 км/ч, а на води 10 км/ч. Оклоп је модуларне структуре са керамичким панелима и могућности монтаже у теренским условима. Јавности је први пут представљен 9. маја 2015. године на паради поводом Дана победе.
Основна намена точкаша 8х8 Бумеранг БВП је допуна гусеничарима Курганец-25 у пратњи тенкова нове генерације Т-14 Армата, као и патролирање на побуњеничкој територији. 

## Корисници
- Русија